# Sant Miquel de Gurp
Sant Miquel de Gurp és una capella d'època romànica del poble de Gurp, en el municipi de Tremp.
Està situada uns 2 quilòmetres al sud del poble, en un grup de bordes a prop de Montibarri. És molt a prop de la Borda de Figuera.
Aquesta església fou donada el 1079 per Arnau, comte de Pallars Sobirà, al monestir de Sant Pere de Rodes.
L'església rebé moltes alteracions en el decurs dels segles, fins al punt que del segle xii només conserva el mur meridional, fet de carreus ben disposats de forma regular i alguns fragments més dels altres murs. No l'absis, del qual només s'observa l'arrencada.
És en ruïnes, amb la coberta esfondrada, però permet veure aquesta paret medieval i l'arrencada de la volta de canó, així com una finestra de doble esqueixada.

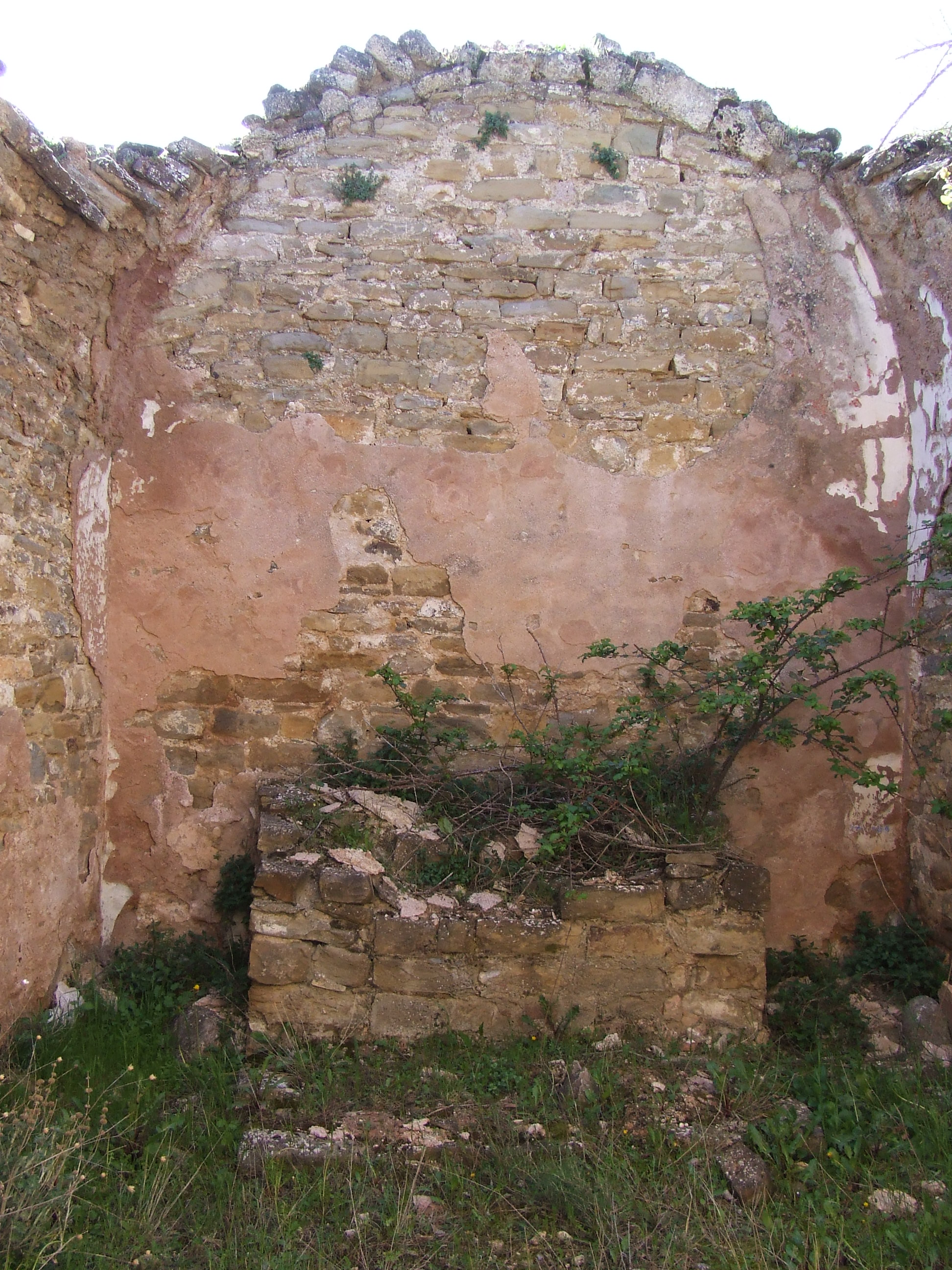
L'interior, amb les restes de l'arrencada de la volta
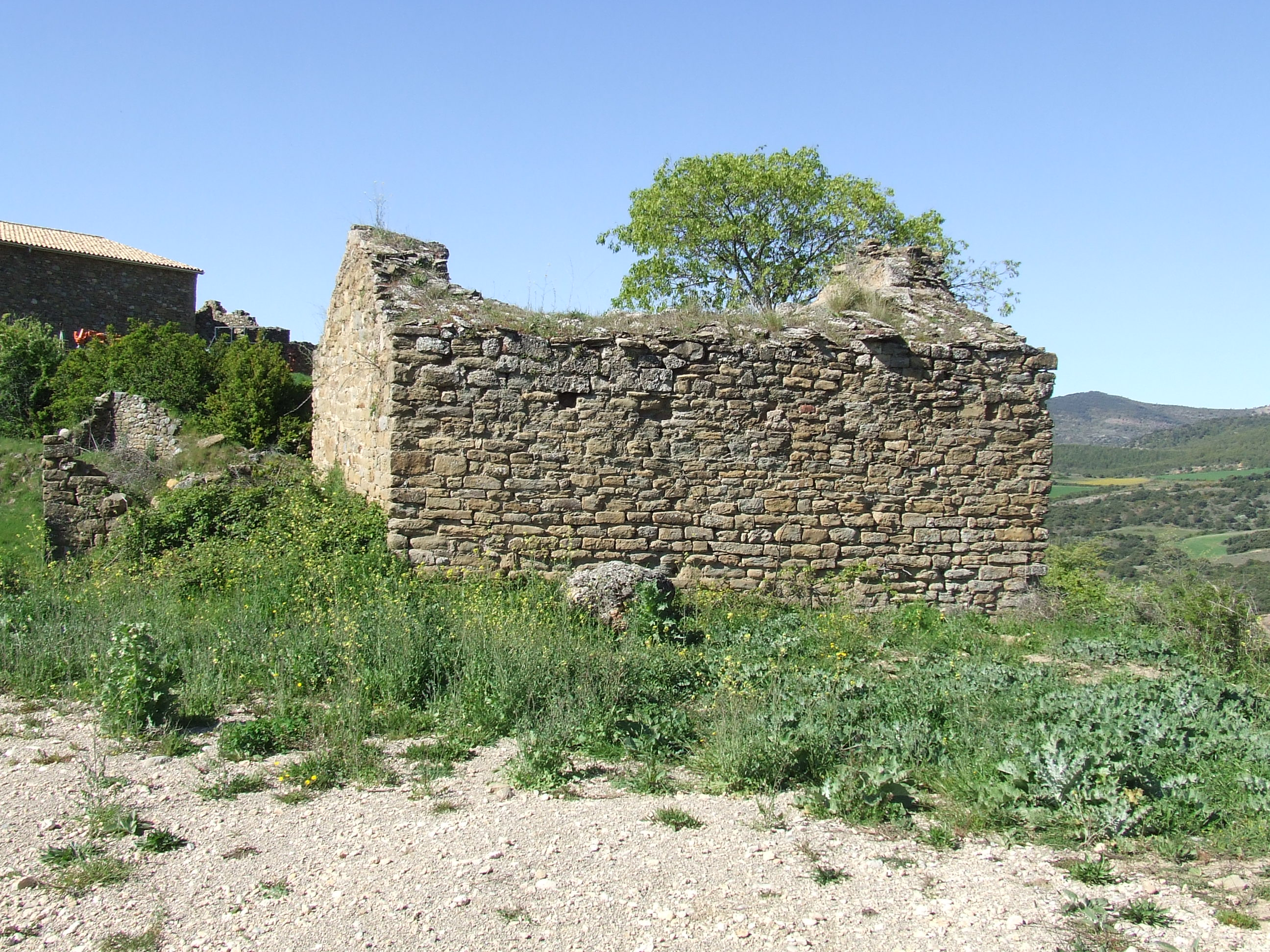
Façana nord
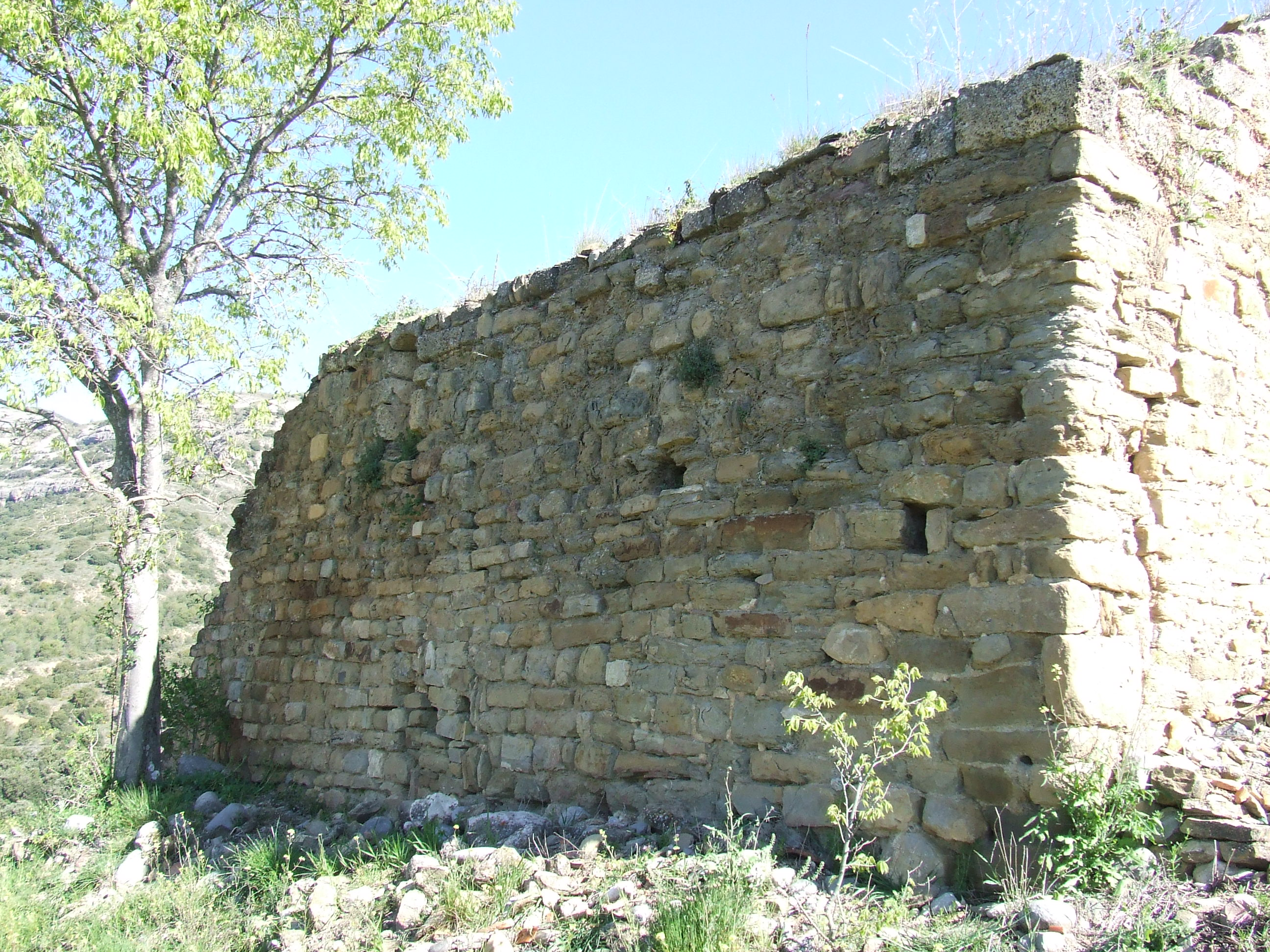
Mur meridional
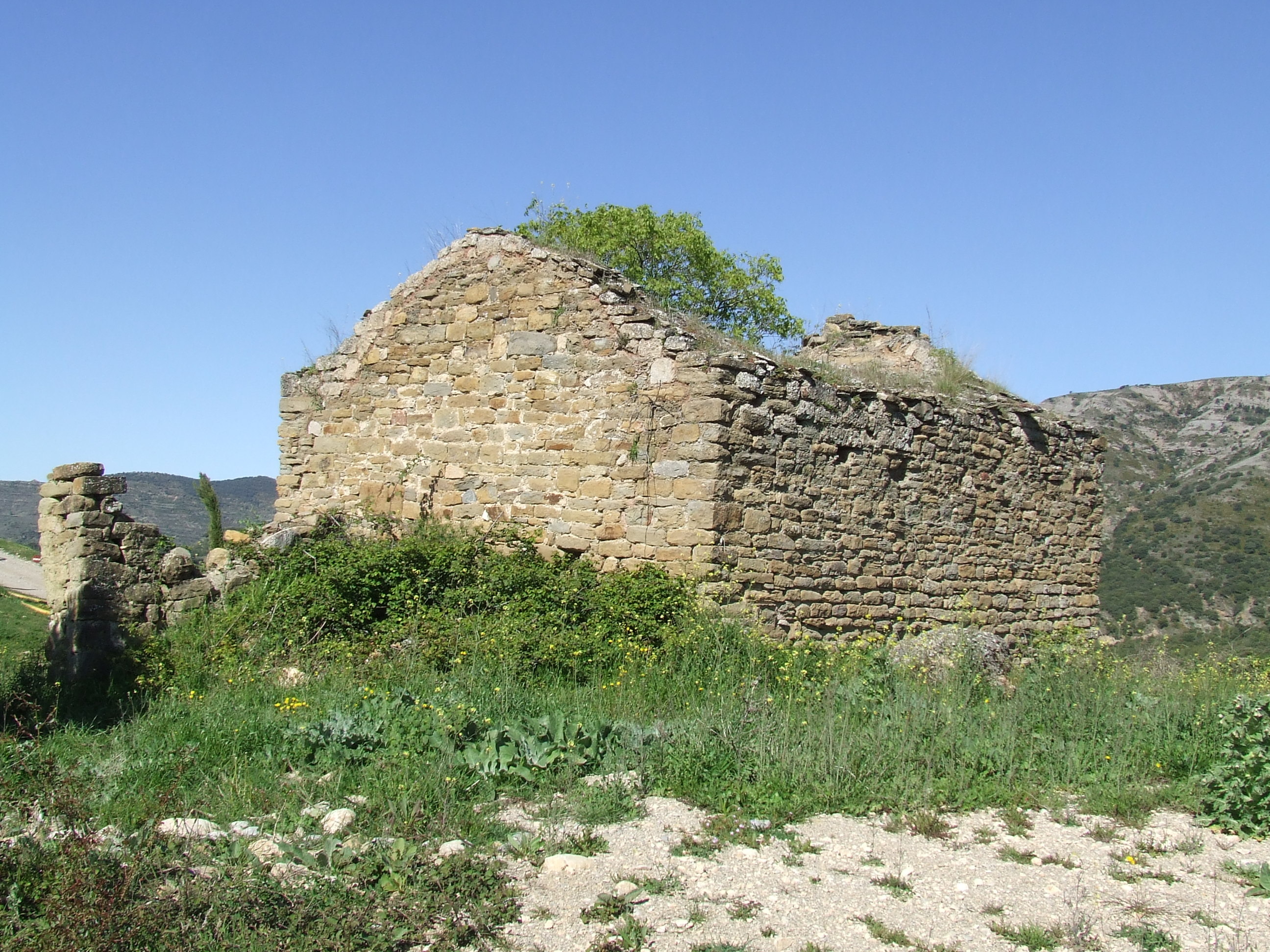
Absis i mur nord